# Colégio Nóbrega Jesuítas
O Colégio Nóbrega foi uma tradicional instituição de ensino localizada no Recife (PE), sendo por muitos anos considerada uma das maiores e mais bem conceituadas escolas de Pernambuco. Seu nome foi homenagem a Manuel da Nóbrega, sacerdote português com relevantes ações evangelizadoras na América. A educação moral e religiosa sempre teve amplo espaço, possuindo o Nóbrega como lema a frase "Em tudo amar e servir".
Fundado em 18 de março de 1917, contando inicialmente com 6 padres, 6 irmãos leigos, 1 estudante jesuíta além de 93 alunos matriculados, o Colégio Nóbrega, foi sempre administrado por padres jesuítas, seus diretores por diversos períodos. Suas primeiras aulas tiveram lugar no Palácio da Soledade. Apenas em 1924 é que foi iniciada a construção do prédio que passou a abrigar suas instalações, na Av. Oliveira Lima. Muitos anos depois, em 1993, foi erguido novo prédio exclusivamente para aulas das turmas do ensino médio. O Colégio Nóbrega foi por muito tempo apenas masculino, vindo depois de anos a ser misto, aceitando alunas.

## História
O Colégio Nóbrega tem suas raízes na Companhia de Jesus, esta fundada por Santo Inácio de Loyola.
Funcionava com turmas do maternal I ao 3º ano do Ensino Médio. Em seu escudo, impresso no fardamento, documentação e fachadas, era possível visualizar as iniciais latinas IHS (Iesus Hominum Salvator) e AMDG (Ad maiorem Dei gloriam).
No interior do Colégio Nóbrega foi erguida a Capela de Nossa Senhora de Fátima, a primeira igreja na América Latina construída em homenagem à Virgem. Projetada pelo arquiteto francês Georges Mounier, tem forma de cruz latina, em estilo semigótico adaptado à arquitetura moderna. Sua pedra fundamental foi lançada no dia 13 de outubro de 1933 e o templo concluído dois anos depois. Permanece recebendo devotos de toda parte para missas e celebrações. Em 2010, a Capela foi tombada pelo governo do Estado de Pernambuco. Recebeu, posteriormente, o título de Santuário Arquidiocesano.
Em 2006, enfrentando sérios problemas financeiros, o Colégio Nóbrega encerrou suas atividades. Porém, até a presente data, os prédios onde funcionou aquele colégio (localizados numa imensa área entre a Av. Oliveira Lima e a Rua do Príncipe, no bairro da Boa Vista) permanecem intactos, servindo para aulas e atividades do Liceu Nóbrega de Artes e Ofícios, instituição também administrada pela Companhia de Jesus e que se transferiu para as instalações do Nóbrega, após seu fechamento. A ideia inicial dos Jesuítas é implantar um complexo educacional popular na área onde funcionou o Nóbrega. O prédio abrigará além do Liceu de Artes e Ofícios, um Centro de Ensino Experimental nos moldes do Ginásio Pernambucano, o Centro Cultural da Unicap e o primeiro polo do Movimento Fé e Alegria no Recife.
No Palácio da Soledade, também um desses antigos prédios, funcionou como sede pernambucana do IPHAN por alguns anos, até sua transferência para novo local em 2022.

## Diretores
Foram seus diretores os Padres José Celestino Balazeiro, João B. Gonçalves, Domingos Gomes (2x), José Fouquier, Aloísio Baecher, João de Miranda, Alfredo Costa, Pedro de Melo, José Aparício, Hindenburgo Santana (2x), José Wilson Andrade, Gerardo Sá, Arno Maldaner, Pedro Vicente Ferreira (2x), Inácio Specht, Luiz Ferdinando Torres (Fred), Eugênio Pacelli e Darly Luiz de Almeida.

## Ex-alunos famosos
Dentre seus ex-alunos famosos estão:
- Alceu Valença, cantor[13]
- Antônio de Queiroz Galvão, engenheiro e empresário[14]
- Aramis Trindade, ator[15]
- Carlos Pena Filho, poeta[16]
- Djaci Falcão, ex-ministro do STF[17]
- Fernando Basto, cirurgião plástico[18]
- Geraldinho Lins, cantor[19]
- Humberto Costa, senador[2]
- Luciana Santos, ministra[1]
- Marco Maciel, ex-governador de Pernambuco[20]
- Marcos Vilaça, advogado[13]
- Moura Cavalcanti, advogado[21]
- Paulo Câmara, ex-governador de Pernambuco[13]
- Pinto Ferreira, advogado[22]
- Roberto Magalhães (político), ex-governador de Pernambuco[13]
- Roque de Brito Alves, advogado e professor[15]